# Ab initio
La locution latine ab initio signifie depuis le début/commencement et est utilisée dans plusieurs contextes :
- en littérature : racontée depuis le début en opposition à in medias res (signifiant commencer au milieu de l'histoire).
- comme terme légal : fait référence à quelque chose étant partie du problème depuis le début ou depuis l'instant de l'acte, plus que lorsque la cour l'a déclaré comme tel. Une déclaration judiciaire de l'invalidité d'un mariage ab initio est la nullité.
- en science : un calcul est qualifié de calcul ab initio (ou « depuis les premiers principes ») s'il repose sur les lois physiques de base et établies sans postulats additionnels ou modèles spéciaux.
Par exemple, un calcul ab initio des propriétés de l'eau liquide devrait débuter avec les propriétés des atomes d'hydrogène et d'oxygène constitutifs  et les lois de l'électrodynamique. À partir de ces bases, les propriétés des molécules d'eau isolées seraient déduites, suivies par les calculs d'interactions sur des groupes de plus en plus importants de molécules d'eau, jusqu'à ce que les propriétés de masse puissent être déterminées.
En physique nucléaire, les calculs ab initio partent de l’interaction nue nucléon-nucléon plutôt que d'une interaction effective.
- en chimie : une abréviation référant aux méthodes de chimie quantique ab initio.
- en biophysique : une méthode pour la prédiction des structures protéiques lors du repliement d'une protéine.
- en aéronautique : la première étape de l'entraînement au vol.
- comme partie de certaines qualifications scolaires : les langues étrangères peuvent être appréhendées ab initio - pour les débutants.